# 澳紐軍團大道
澳紐軍團大道（英語：Anzac Parade），位於澳大利亞悉尼東南部的主要幹道，北面由摩爾公園開始，全長13（8.1英里），南至拉彼魯茲，途經新南威尔士大学及國立戲劇藝術學院。2015年，橫跨澳紐軍團大道的阿爾伯特科特橋落成，為往來悉尼板球場及悉尼足球場的行人及騎單車者提供更加便利的交通接駁。